# Wichling
Wichling – wieś i civil parish w Anglii, w Kent, w dystrykcie Maidstone. W 2011 civil parish liczyła 123 mieszkańców. Wichling jest wspomniana w Domesday Book (1086) jako Winchelesmere.